# بری (ان)
بری (به فرانسوی: Brie) یک کمون در فرانسه است که در ان (ا-دو-فرانس) واقع شده‌است. بری ۲٫۸ کیلومتر مربع مساحت دارد ۱۰۰ متر بالاتر از سطح دریا واقع شده‌است.